# マット・ターゲット
マシュー・ロバート・”マット”・ターゲット（Matthew Robert "Matt" Targett, 1995年9月18日 - ）は、イングランド・ハンプシャー州イーストリー出身のサッカー選手。ニューカッスル・ユナイテッドFC所属。ポジションはディフェンダー。

## 経歴

### クラブ
サウサンプトン近郊のイーストリーに生まれ、8歳の時にサウサンプトンFCの下部組織に入団。2013年9月にトップチームのベンチに初めて座り、2014年8月のフットボールリーグカップ・ミルウォールFC戦でトップチームデビュー。2014年9月のQPR戦でプレミアリーグデビュー。2018年1月22日、チャンピオンシップのフラムFCへレンタル移籍した。2019年7月1日、アストン・ヴィラFCへ完全移籍。2022年1月31日、ニューカッスル・ユナイテッドFCへシーズン終了までのレンタル移籍が発表された。

### 代表
U-19まではスコットランド代表、それ以降の世代別代表ではイングランド代表に選出されていた。
トゥーロン国際大会2016では優勝を経験した。

## 個人成績
| クラブ           | シーズン | リーグ戦 | リーグ戦 | FAカップ | FAカップ | リーグカップ | リーグカップ | 欧州カップ | 欧州カップ | 通算 | 通算 |
| クラブ           | シーズン | 出場     | 得点     | 出場     | 得点     | 出場         | 得点         | 出場       | 得点       | 出場 | 得点 |
| ---------------- | -------- | -------- | -------- | -------- | -------- | ------------ | ------------ | ---------- | ---------- | ---- | ---- |
| サウサンプトンFC | 2013-14  | 0        | 0        | 0        | 0        | 0            | 0            | -          | -          | 0    | 0    |
| サウサンプトンFC | 2014-15  | 6        | 0        | 2        | 0        | 4            | 0            | -          | -          | 12   | 0    |
| サウサンプトンFC | 2015-16  | 14       | 0        | 1        | 0        | 2            | 0            | 3          | 0          | 20   | 0    |
| サウサンプトンFC | 2016-17  | 5        | 0        | 0        | 0        | 1            | 0            | 2          | 0          | 8    | 0    |

| クラブ              | シーズン | リーグ戦 | リーグ戦 | カップ戦 | カップ戦 | 通算 | 通算 |
| クラブ              | シーズン | 出場     | 得点     | 出場     | 得点     | 出場 | 得点 |
| ------------------- | -------- | -------- | -------- | -------- | -------- | ---- | ---- |
| サウサンプトン U-23 | 2016-17  | 1        | 0        | 0        | 0        | 1    | 0    |

## タイトル

### クラブ
サウサンプトン
- U21プレミアリーグカップ: 2014–15

### 代表
- トゥーロン国際大会: 2016